# Helikopterolyckan i Ryd
Helikopterolyckan i Ryd var en helikopterolycka vid det småländska samhället Ryd, Tingsryds kommun den 11 september 2007. Två helikoptrar av typen Bölkow Bo 105 tillhörande Helikopterflottiljen, Försvarsmakten och baserade på F 17 i Kallinge, med den svenska benämningen HKP 9A kolliderade i luften under en övning i transportflygning, varpå samtliga fyra personer ombord på helikoptrarna omkom.

## Flygförare
Samtliga fyra omkomna var officerare anställda av Försvarsmakten, kapten Mikael Hök (29), löjtnant Patrik Eriksson (36), kapten Hampus Angbjär (30) och löjtnant Markus Gertzén (27). De hade mellan 868 och 1988 timmars flygtid.

## Helikoptrarna
Modellen Bölkow Bo 105 kallas av det svenska försvaret för Helikopter 9 (HKP 9) och är en tvåmotorig helikopter som köptes in för bekämpning av fientliga pansarfordon. Denna uppgift har nu utgått och helikoptrarna har avväpnats. De nya uppgifterna för helikoptern är som lätt transporthelikopter och skolhelikopter för bland annat mörkerflygning. Under tiden för olyckan var helikoptrarna avbeväpnade. Totalt anskaffades 21 helikoptrar, före olyckan var 14 i drift, sex avställda och en havererad,
Helikoptrarna var av tillverkarens modell MBB BO 105 – CB3, Försvarsmaktens benämning HKP9A och tillverkade 1987. Helikoptrarna hade individnummer Y04 respektive Y10 och de totalförstördes vid haveriet. Några tekniska fel på helikoptrarna kunde inte påvisas.

## Kollisionen
Helikoptrarna flög i rote och under en vänstersväng på ungefär 150 meters höjd hamnade de för nära varandra, varvid deras rotordiskar kolliderade. Efter kollisionen gick helikoptrarna sönder i luften och Y10 fattade eld. De slog ner med ungefär 40 meters avstånd.

## Haveriutredning
Olyckan utreddes av Statens haverikommission som i sin rapport riktade kritik angående hur flygsäkerhetsarbetet bedrivs inom helikopterflottiljen.